# Nyakayi (periodiskt vattendrag)
Nyakayi är ett periodiskt vattendrag i Burundi.   Det ligger i provinsen Ruyigi, i den centrala delen av landet, 120 km öster om huvudstaden Bujumbura.
Omgivningarna runt Nyakayi är en mosaik av jordbruksmark och naturlig växtlighet. Runt Nyakayi är det ganska tätbefolkat, med 134 invånare per kvadratkilometer.